# قصر السلام والمصالحة
قصر السلام والمصالحة (بالكازاخية: Бейбітшілік пен келісім сарайы) ويُترجم أيضا باسم «هرم السلام والوفاق»، هو هرم بارتفاع 77 مترا يقع في أستانا عاصمة كازاخستان. تم بناء هذا الهيكل من قبل شركة سيمبول للبناء بتكلفة بلغت حوالي 58 مليون دولار، وافتتح في أواخر عام 2006.
يمثل المبنى الهرمي محطة سياحية مهمة ترمز للتسامح الديني.

## التصميم
القصر من تصميم المهندس المعماري الإنجليزي نورمان فوستر.
الجزء الهرمي من المبنى بارتفاع 62 مترا يجلس على كتلة عالية ترابية بطول 15 متر. تتوزع مرافق القصر حول فناء مركزي معلق، وتضفي عليها المن خلال تجهيزات زجاجية ملونة قام بتصميمها الفنان برايان كلارك. كل هذا البناء فوق مستوى سطح الأرض. تم بناء القمة الزجاجية المغطاة من نوافذ زجاجية ملطخة تبدأ باللون الأزرق العميق وترتفع صعودًا إلى قمة صفراء ذهبية اللون ، مما يعكس ألوان علم كازاخستان. شُيِّد الهرم خصيصا لاستضافة مؤتمر قادة الأديان العالمية والتقليدية. يحتوي على أماكن الإقامة لمختلف الديانات: اليهودية والإسلام والمسيحية والبوذية والهندوسية والداوية وغيرها من الديانات. كما يضم أيضا دار أوبرا تضم 1500 مقعدا، ومتحفا ثقافيا وطنيا، و «جامعة حضارية» جديدة، ومكتبة، ومركز بحوث للجماعات العرقية والجغرافية لكازاخستان.
يعتبر البعض هذا القصر رمزا للماسونية.

## معرض صور

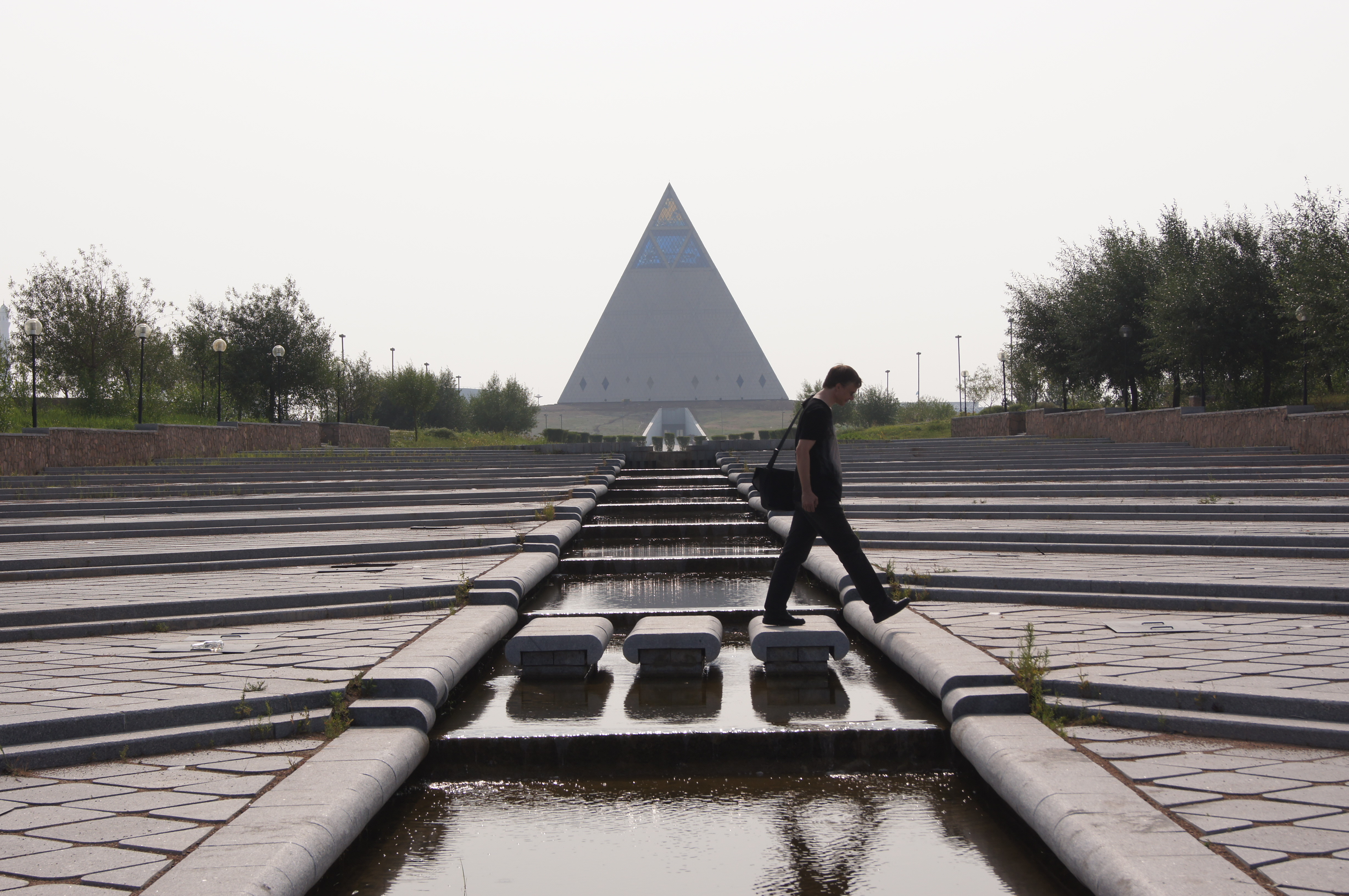
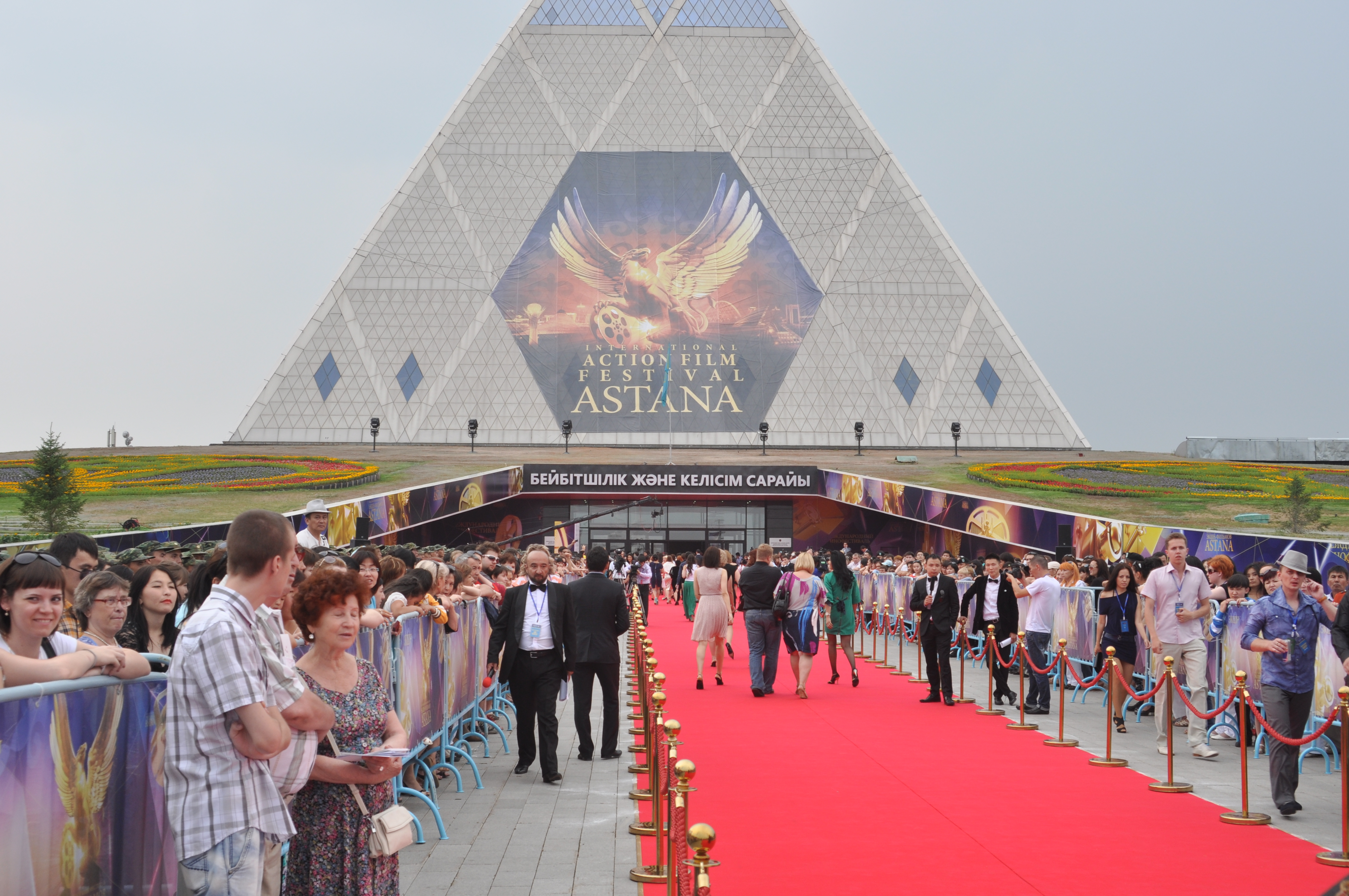

## روابط خارجية
- (بالإنجليزية) الموقع الرسمي
- «قصر السلام».. منارة ثقافية في كازاخستان ورمزا للتسامح بين الأديان